# V401SH
V401SHはシャープが開発し、ソフトバンクモバイル（旧・ボーダフォン日本法人）が販売するPDC通信方式の携帯電話端末である。

## 特徴
J-SH010の実質的な後継機で、様々なカラーバリエーションがラインナップされているのが特徴的である。2.2インチのQVGA液晶や当時としてはハイエンドな100万画素CCDカメラが搭載されている。また初心者に見やすい「イージーモード」やボイスレコーダー機能など、機能面に限らず、使いやすさが充実した端末となっている。

## 付属品・オプション
- 電池パック
- 急速充電器
- 卓上ホルダー
- ソフトケース
- 電池カバー
- スイッチ付モノラルイヤホンマイク平型プラグ

## 歴史
- 2003年10月6日：V301Dと同時にボーダフォンより発表。
- 2003年11月21日：発売